# Мантош
Манто́ш (фр. Mantoche) — коммуна во Франции, находится в регионе Франш-Конте. Департамент — Верхняя Сона. Входит в состав кантона Отре-ле-Гре. Округ коммуны — Везуль.
Код INSEE коммуны — 70331.

## География
Коммуна расположена приблизительно в 290 км к юго-востоку от Парижа, в 45 км северо-западнее Безансона, в 55 км к юго-западу от Везуля.
По территории коммуны протекает река Сона.

## Население
Население коммуны на 2010 год составляло 481 человек.
| 1962 | 1968 | 1975 | 1982 | 1990 | 1999 | 2010 |
| ---- | ---- | ---- | ---- | ---- | ---- | ---- |
| 577  | 541  | 483  | 511  | 517  | 511  | 481  |

## Экономика
В 2010 году среди 299 человек трудоспособного возраста (15—64 лет) 215 были экономически активными, 84 — неактивными (показатель активности — 71,9 %, в 1999 году было 65,1 %). Из 215 активных жителей работали 203 человека (110 мужчин и 93 женщины), безработных было 12 (6 мужчин и 6 женщин). Среди 84 неактивных 24 человека были учениками или студентами, 37 — пенсионерами, 23 были неактивными по другим причинам.

## Достопримечательности
- Замок Мантош (XVIII век). Исторический памятник с 1997 года[3]
- Дом Давадан (1514 год). Исторический памятник с 2000 года[4]

## Фотогалерея

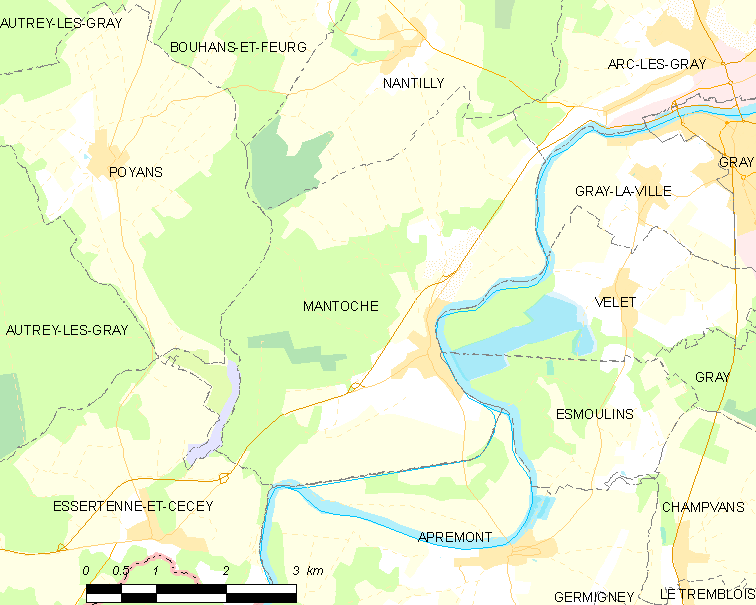
Карта коммуны